# Maoridopping
Maoridopping (Poliocephalus rufopectus) är en fågel i familjen doppingar som förekommer i Nya Zeeland. Arten är fåtalig och anses därför vara utrotningshotad, av IUCN placerad i kategorin sårbar, men populationen minskar inte längre i antal.

## Utseende och läten
Maoridoppingen är en liten (29 cm) och mörk dopping. Huvudet är svartaktigt med tunna, silvriga fjädrar. Ovansidan är brunsvart, medan hals och bröst är mörkt kastanjebruna. Ögat är ljusgult. Utanför häckningstid är den ljusare. Nära släktingen gråhuvad dopping (Poliocephalus poliocephalus) är ljusare och mindre rödtonad. Fågeln är mestadels tystlåten, utom under häckningstid då den låter höra ett tjattrande ljud.

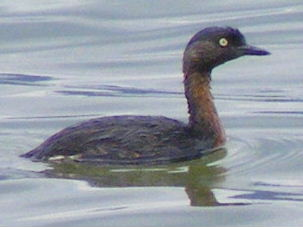

## Utbredning och systematik
Maoridoppingen förekommer enbart på Nordön i Nya Zeeland. Den delar släktet Poliocephalus med gråhuvad dopping och behandlas som monotypisk, det vill säga att den inte delas in i några underarter.

## Levnadssätt
Maoridoppingen hittas i små vattensamlingar, både naturliga och skapade av människan. Den bygger sitt bo på flytande vegetation vid strandkanten. Fågeln lever huvudsakligen på vattenlevande ryggradslösa djur, framför allt insekter och dess larver, ibland även kräftor och fisk.

## Status
Maoridoppingen har en fragmenterad och mycket liten världspopulation uppskattad till endast mellan 1 000 och 5 000 vuxna individer. Den tros dock inte längre minska i antal, varför internationella naturvårdsunionen IUCN 2016 nedgraderade dess hotstatus från sårbar till nära hotad. 2022 nedgraderades den återigen, till lägsta hotkategorin livskraftig.